# Theophylaktos Rhangabe (Patrikios)
Theophylaktos Rhangabe (mittelgriechisch Θεοφύλακτος ὁ Ραγκαβές) war ein byzantinischer Patrikios und Admiral.

## Leben
Theophylaktos war der Vater des byzantinischen Kaisers Michael I., der von 811 bis 813 in Konstantinopel herrschte, und der Großvater des gleichnamigen Mitkaisers. Im Jahr 780 war er am gescheiterten Usurpationsversuch des Kaisars Nikephoros, eines Sohnes Kaiser Konstantins V., gegen Irene und Konstantin VI. beteiligt. Zu diesem Zeitpunkt hatte der den Posten eines Drungarios (Flottenkommandanten) des Dodekanes (in etwa die südliche Ägäis) inne. Nach der Aufdeckung des Komplotts wurde er zusammen mit weiteren Verschwörern öffentlich ausgepeitscht, zum Mönch geschoren und verbannt.